# Rheomys raptor
Rheomys raptor is een zoogdier uit de familie van de Cricetidae. De soort komt voor in Midden-Amerika

## Naamgeving
De wetenschappelijke naam van de soort werd voor het eerst geldig gepubliceerd door Goldman in 1912.

## Verspreiding
Rheomys raptor komt voor langs heldere, snelstromende riviertjes in bergbossen en nevelwouden op 800 tot 1.800 meter hoogte. Het verspreidingsgebied loopt van de centrale delen van Costa Rica via de Cordillera de Talamanca tot in het westen van Panama. In hetzelfde gebied komt ook de grotere verwant Rheomys underwoodi voor.

## Kenmerken
Rheomys raptor is ongeveer 12 cm lang en circa 20 gram zwaar. Het dier heeft een dichte, gladde vacht met rookgrijze of donkerbruine bovendelen met verspreid witte haren op de flanken en de romp. Rheomys raptor heeft kleine oren, veel snorharen en disproportioneel grote achterse voeten met gedeeltelijke zwemvliezen.

## Leefwijze
Dit knaagdier voedt zich met name met spinnen, kevers en larven van vliegen. Rheomys raptor is zowel dag- als nachtactief. Het is een solitair dier dat deels in het water leeft. In rivieroevers maakt Rheomys raptor holen met lange, smalle tunnels.